# المرأة في تونغا
النساء من سكان تونغا، قد وصفت النساء في تونغا في عام 2000 من قبل صحيفة لوس انجليس تايمز كأعضاء في المجتمع التونغي اللات لديهن تقليديا «مكانة عالية في المجتمع التونغي» بسبب الأساس الأمومي جزئيا في البلاد ولكن «لا يمكنهن امتلاك الأراضي» «تبعا» لزوجها من حيث «الشؤون الداخلية» و «العرف والقانون، يتحتم عليهن ارتداء ملابس محتشمة، وعادة تلبس الأم فساتين من نوع هوبارد تطوقه بشكل جيد تحت الركبة».
واستنادا إلى «التعامل السطحي» من كاتبة مسافرة من لوس انجليس تايمز، سوزان سبانو مع النساء تونغا في عام 2000، وجدت أن النساء في تونغا كنَّ «متحفظات قليلا»، في حين أكدت باتريشيا يديارد، مديرة سابقة لمدرسة تبشيرية للبنات في تونغا، أن هذا «الانطواء» للنساء في تونغا نابع من «النظام الطبقي الجامد» في البلاد و «الجهود الرامية إلى الإبقاء على هويتها الثقافية» في البلاد.
وهناك حضور للمرأة من المهنيات العاملات في وظائف وكلاء السفر، وبائعات «قرن الوفرة من الخضروات الجذرية والفاكهة الاستوائية»، وكذلك يصنعن السلال.

## الموقف التقليدي في المجتمع

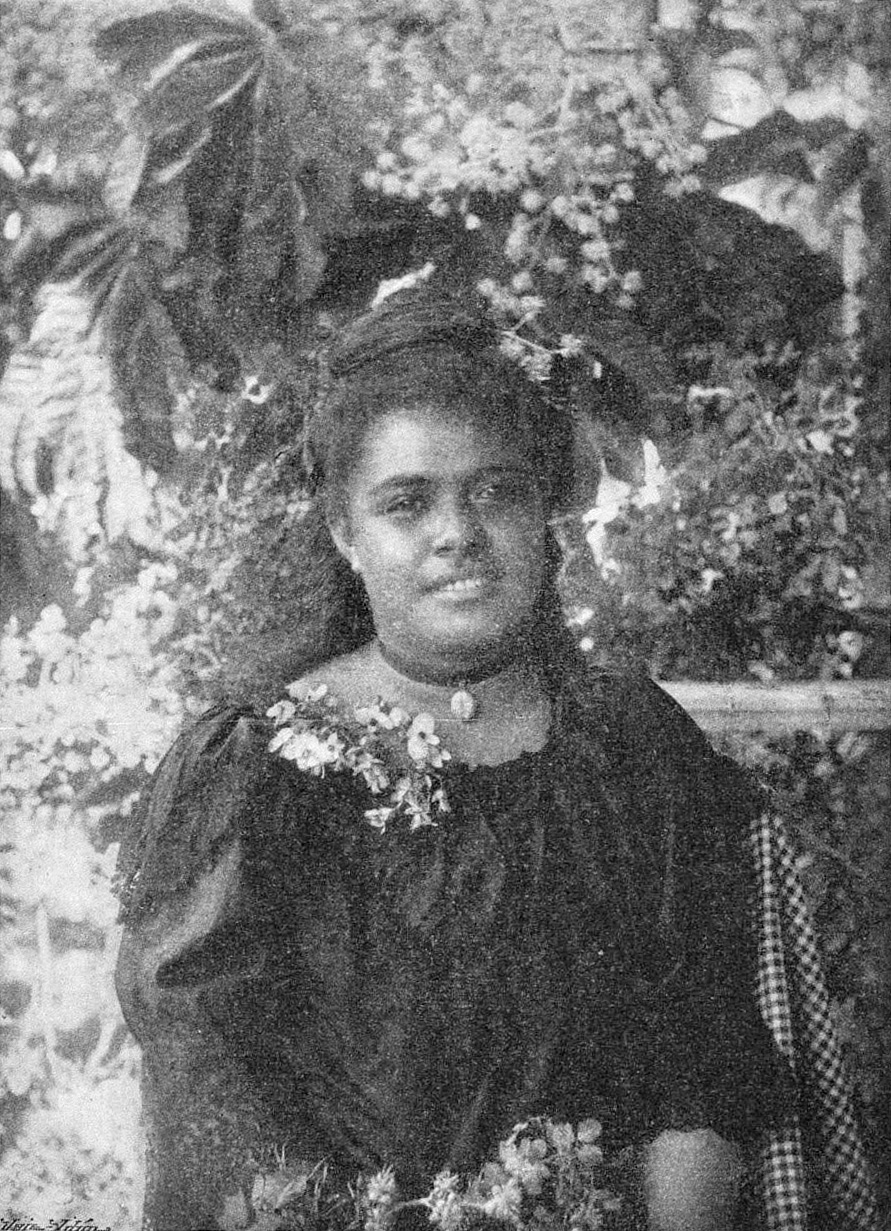
فتاة شابة من تونغا, 1901.

وصفت لوس انجليس تايمز أيضا بأن لدى النساء في تونغا mehikitanga (بمعنى «العمة») أو "fahu" (العمة البكر)، وهي من كبار النساء المشتركة مع أخ في السلطة على مجموعة الأسرة. وmehikitanga لديها مكانة خاصة خلال «حفلات الزفاف، والجنازات وحفلات أعياد الميلاد». وعادة ما تجلس mehekitanga في المقدمة خلال هذه المناسبات الخاصة.
قبل الزواج، يطلب الأذن من mehekitanga.

## الخط الملكي
ذكرت صحيفة لوس أنجلوس تايمز أن خط تونغا الملكي «ينحدر من النساء».

## التعليم
خلال عهد 1918-1965، دعمت الملكة سالوت توفير التعليم للنساء.
وفي الوقت الحاضر يمكن للنساء في تونغا الذهاب إلى دول أجنبية لاستكمال دراستهن الجامعية.

## أدوارهن في المجتمع
نساء تونغا التقليديات يقمن بأنشطة مثل الطبخ والخياطة والنسيج والوظائف التي تنظم المشاريع في الطبيعة.

## اللباس التقليدي

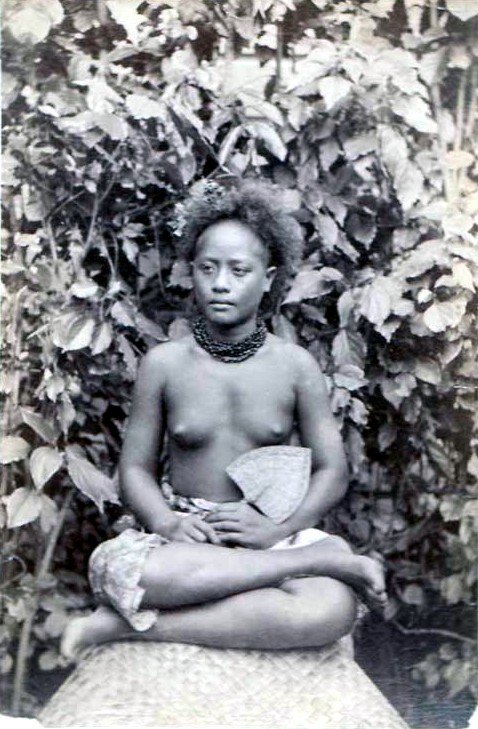
امرأة شابة في تونغا، ج. 1885.

في الثمانينات، قبل وصول المبشرين الميثودية، كانت النساء في تونغا في السابق عاريات.

## نمط الحياة
خلال 1806-1810، وصف الكاتب البحار الإنجليزي ويليام ماراينر النساء في تونغا في كتابه المعنون «جزر تونغا» الليبرالية، الذي عاش بزواج من زوجة مخلصة؛ كما النساء العازبات، قد تتخذ الإناث في تونغا عشاق لهن؛ وكذلك فبإمكانهن تطليق أزواجهن، وربما الزواج مرة أخرى «دون أدنى انتقاص لشخصيتهن.»
عند وصول المسيحية تحولت في نهاية المطاف معظم النساء في تونغا، وعضوات المجتمع أصبحن يوصفن بأنهن «شديدات التدين» و «بنات محترمات» لا يمشين أبدا وحدهن مع الأولاد.
كما اختفت ممارسة أكل لحوم البشر.
في حين مسابقة ملكة جمال تونغا، المسابقة السنوية لا تنطوي على جزء من البرنامج الذي يعرض ارتداء المايوه.
بشكل عام، في العصر الحديث تعمل المرأة في تونغا خارج المنزل.
وهي ليست ملزمة بأداء العمل اليدوي.

## الأسر دون الفتيات
في بعض الأحيان، في الأسرة التي ليس لديها أطفال إناث، وصفت عائلات من قبل لوس أنجلوس تايمز بـ«جعل صبي يلبس ويتصرف مثل فتاة» والذي قد يجعله لاحقا «يكبر باعتباره متحول جنسيا، مع الوصمة الاجتماعية».

## وصلات خارجية
- The WISE Women of Tonga